# Puerto de Palma de Mallorca

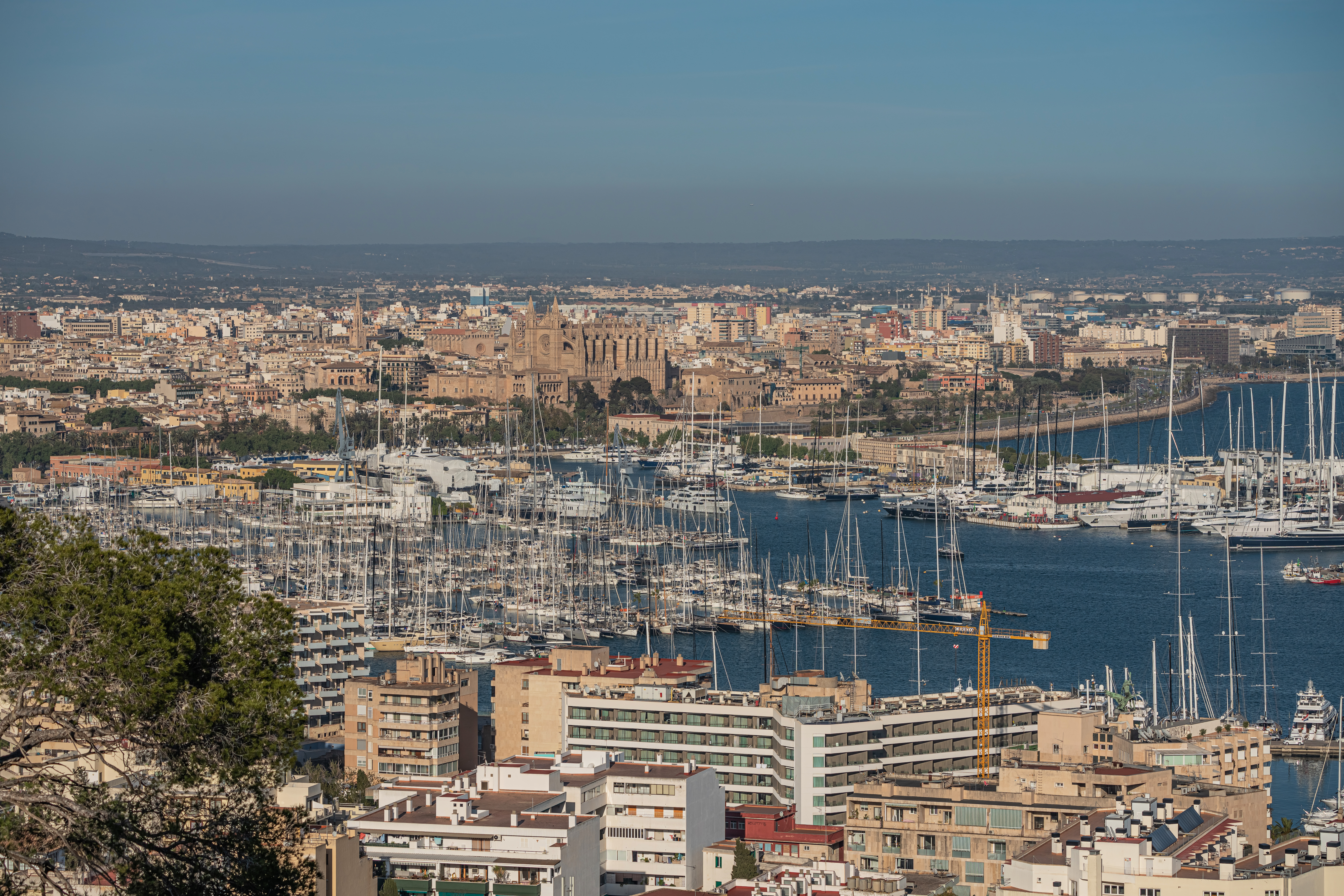

El Puerto de Palma es un puerto pesquero, comercial, de pasajeros y deportivo de la ciudad de Palma de Mallorca, España. Está delimitado por los barrios de San Pedro, Sa Llotja, La Seo, La Calatrava, Son Armadams, Santa Catalina, El Jonquet y Foners. Se divide en cuatro zonas: los muelles comerciales, los muelles de Poniente, las dársenas deportivas, divididas principalmente entre el Real Club Náutico de Palma, el Club de Mar - Mallorca, Marina Moll Vell, Marina Palma Cuarentena y Marina Port de Mallorca, y el dique del Oeste. Situación: Longitud 2º38,4' / Latitud 39º33,7'.
El Puerto de Palma es uno de los primeros del Mediterráneo en recibir cruceros turísticos y un referente internacional en cuanto a la reparación de embarcaciones. En él la Autoridad Portuaria de Baleares presta servicios de amarre, practicaje, remolque, recepción de residuos, estiba y desestiba y servicio al pasaje.
En la bahía de Palma se celebran también algunas de las grandes regatas internacionales como la Copa del Rey y el Trofeo SAR Princesa Sofía.

Contraseña de la provincia marítima de Mallorca a la que pertenece.

## Comunicaciones
- Palma - Ibiza (Balearia, Trasmediterranea)
- Palma - Mahón (Trasmediterranea)
- Palma - Valencia (ISCOMAR, Balearia, Trasmediterranea)
- Palma - Barcelona (Balearia, Trasmediterranea)